# Оппенгейм, Мориц Даниэль
Мориц Даниэль Оппенгейм (нем. Moritz Daniel Oppenheim, 7 января 1800, Ханау, Гессен-Кассель — 26 февраля 1882, Франкфурт-на-Майне, Германия) — немецкий живописец еврейского происхождения. Первый крупный художник, который родился евреем, остался иудеем и сознательно выбирал темы из еврейской жизни.

## Биография
В детстве получил как религиозное традиционное, так и светское образование: изучал Тору, бывал с матерью и в театре. Учился в гимназии (родители рассчитывали, что он станет врачом). Получил первые уроки живописи в Ханау у Conrad Westermayr и его супруги Генриетты, затем поступил в мюнхенскую Академию художеств в возрасте семнадцати лет. Там его наставниками были Иоганн фон Лангер и его сын Роберт фон Лангер. Позже он посетил Париж, где учился у Жана-Батиста Реньо. Был некоторое время слушателем Национальной высшей школы изящных искусств в Париже.
В 1821 году переехал в Рим, где под влиянием школы назарейцев начал писать картины на сюжеты из Библии. Не менее значительным было влияние скульптора Бертеля Торвальдсена. В 1824 году он принял участие в конкурсе рисунков Академии Святого Луки в Риме и выиграл первый приз, но был лишён его из-за еврейского происхождения. Путешествуя по Италии в 1823 году, Оппенгейм познакомился с Карлом фон Ротшильдом, который высоко оценил талант художника и заказал ему несколько портретов. Художник настолько стал близок к семье Ротшильдов, что его называли «художником Ротшильдов», а позже — «Ротшильд среди художников». С 1825 года жил во Франкфурте-на-Майне, где уже поселились к этому времени два его брата. Здесь он женился на подруге детства. После её смерти, оказавшись с тремя малолетними детьми, художник вступил в брак с Фанни Гольдшмидт.
Известность принесла ему картина «Возвращение еврея-добровольца после войны за независимость в семью, живущую согласно старым традициям» (1833). При этом Оппенгейм никогда не был в Америке, хотя идеи американской революции увлекали его. Оппенгейм создал ещё 19 картин на темы еврейской жизни, репродукции которых вошли в альбом «Картины еврейской семейной жизни минувших времен» (1865). Большинство сцен относятся к последним десятилетиям XVIII века. Часто используются в качестве иллюстраций в книгах на еврейские темы.

## Особенности творческой манеры и судьба наследия
Его картины соединяли элементы академизма и романтизма. Лучшими работами Оппенгейма считаются его портреты (в том числе Г. Гейне, Л. Бёрне, Иосифа II, Г. Риссера, членов семьи Ротшильд).
Художник был достаточно популярен при жизни несмотря на еврейское происхождение и политику правительства, направленную на ассимиляцию. По ходатайству И. В. Гёте великий герцог Карл Август Веймарский даровал художнику звание почетного профессора. Художник впоследствии создал иллюстрации к его поэме «Герман и Доротея».
В 1900 году во Франкфурте была организована выставка картин художника в честь столетия со дня его рождения. В каталоге было 142 названий. В 1924 году были опубликованы «Воспоминания» художника. Всего задокументировано более 700 работ художника, из которых сохранилась только часть, многие были уничтожены в период фашизма. Некоторые находятся в собственности Еврейского музея во Франкфурте и в историческом музее Ханау Schloss Philippsruhe. Картины Оппенхейма находятся также в Израильском музее и частных коллекциях.

## Галерея

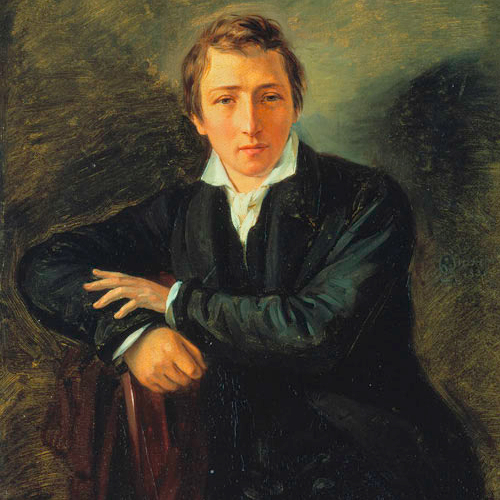
Генрих Гейне. 1831
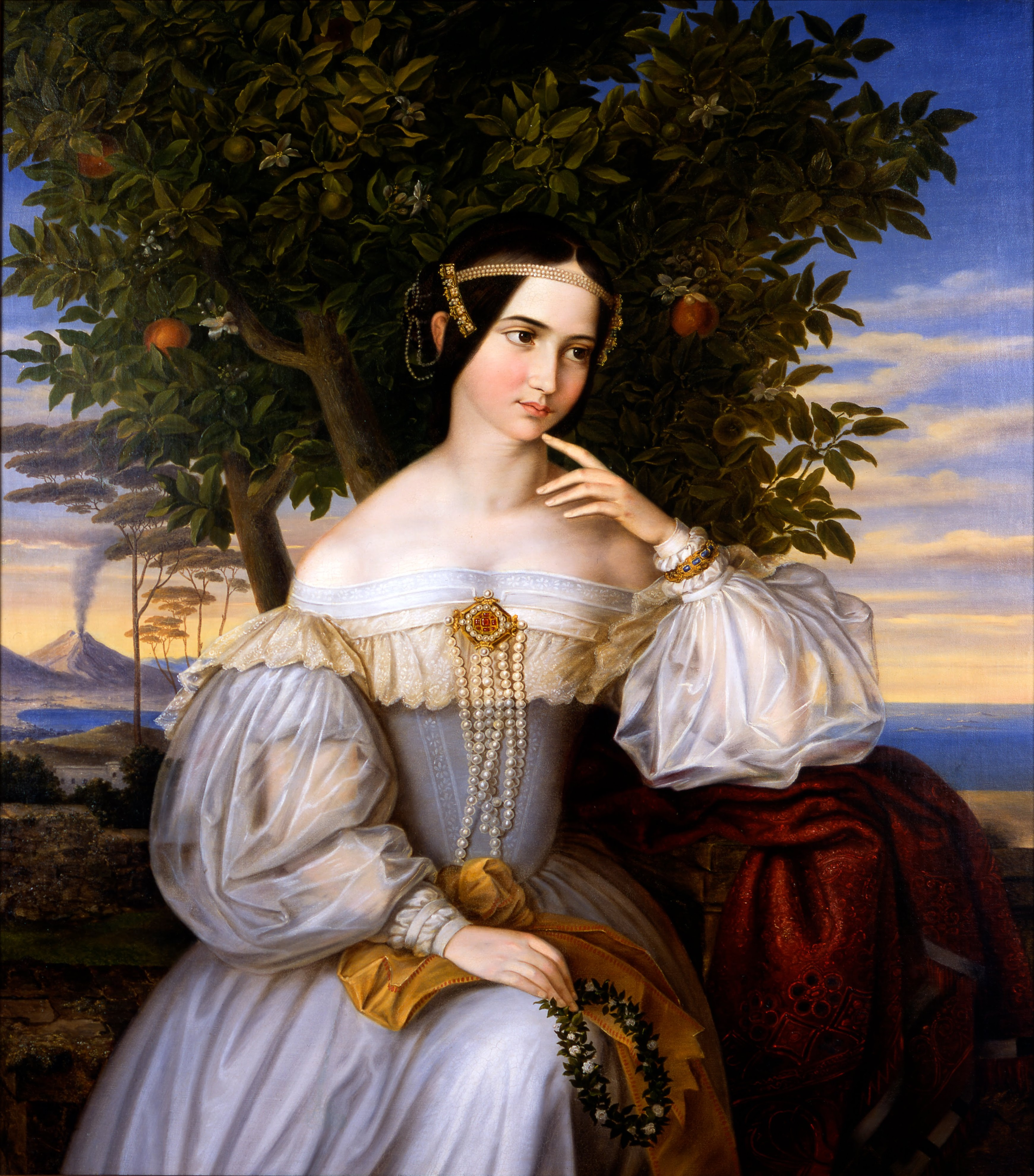
Свадебный портрет Шарлотты фон Ротшильд. 1836
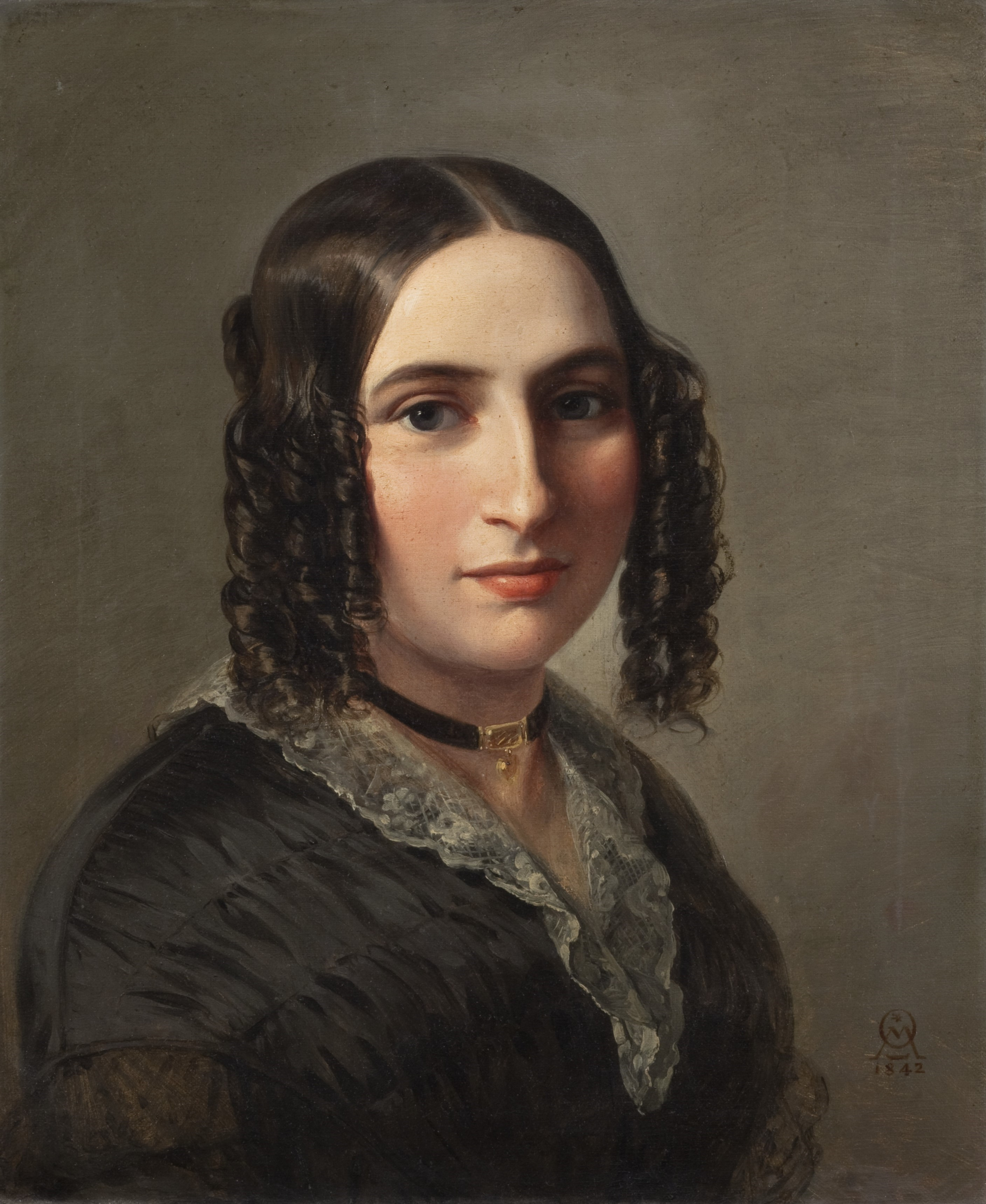
Фанни Мендельсон. 1842
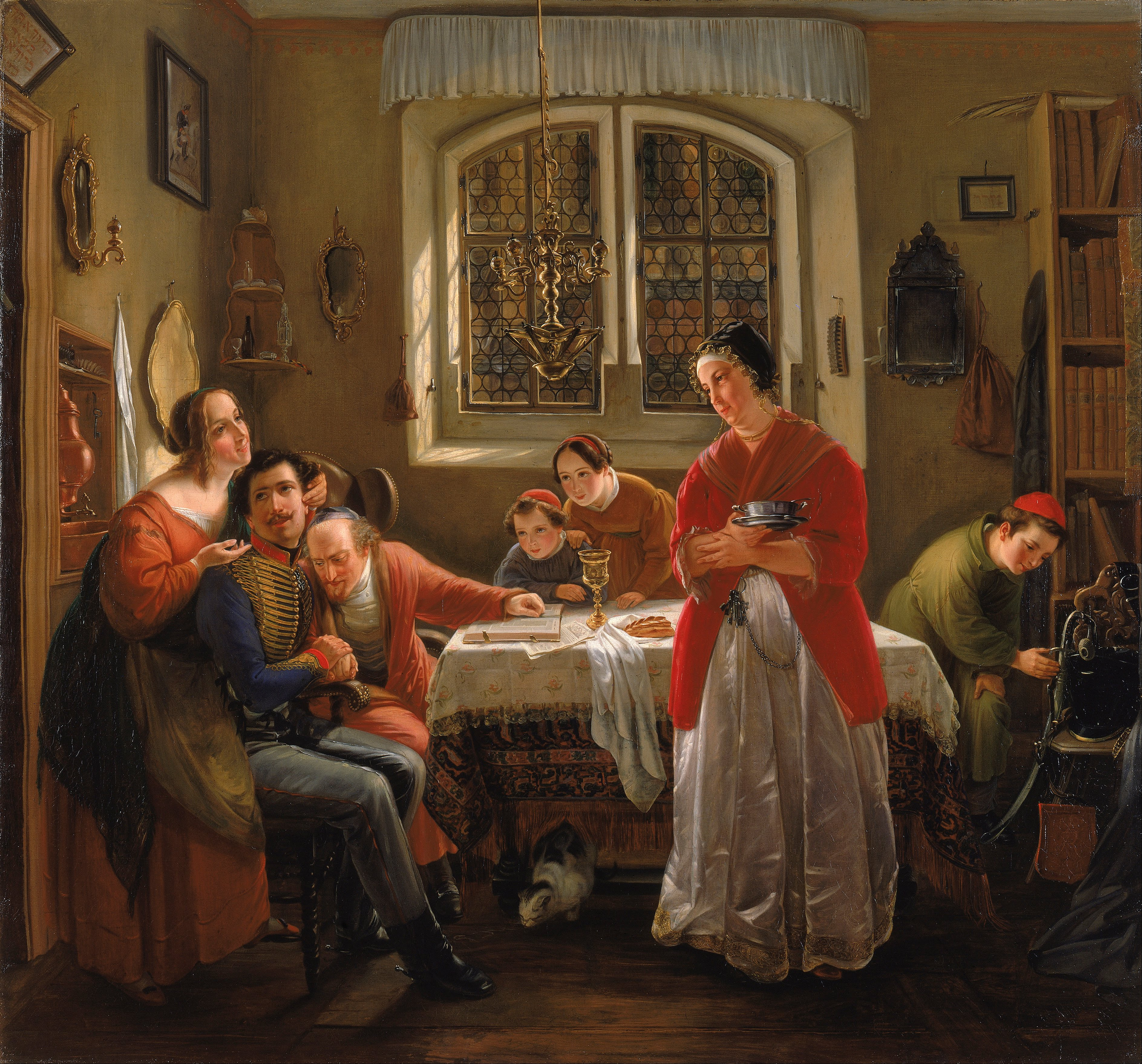
Возвращение еврея-добровольца после войны за независимость в семью, живущую согласно старым традициям. 1833